# 資訊選粹服務
資訊選粹服務（Selective Dissemination of Information，又譯專題選粹服務，簡稱SDI）是圖書館一種針對讀者個別興趣，選擇最新資訊的新知報導服務。圖書館會以主動積極的方式，定期提供資訊服務，節省使用者檢索資料的時間，加強館藏資源的利用。
廣義的SDI定義為採取人工或自動的方式，針對個別使用者提供現況通知服務，積極選擇相關研究興趣的新資訊，主動定期傳遞給讀者，特色在於篩選以及發送最新的資訊。
SDI在圖書館參考服務中，屬於間接服務的一種。所謂間接服務，是幫助讀者利用或取得所需資訊的工作，如工具書編輯、館藏合作、館際互借、文獻傳遞、專題選粹服務等。

## 源起
早在1920年紐約公共圖書館就有人工形式的資料選粹服務，以讀者填寫興趣卡的方式建立個人檔案，依此寄發相關資料，1958年由任職IBM的科學家Luhn首先提出利用電腦自動進行專題選粹服務的構想，並於1961年實施，早期主要應用在商業公司和研究機構，彌補人工篩選資料之不足。

## 流程與作業方式
此服務內容以個人化需求為導向，站在服務讀者的立場上，針對讀者個別興趣，對讀者的需求作評估及調查，收集特定主題，選擇最新資訊的新知報導。經過整理及分類後，建立一資訊分享平台（例如資料庫），讀者可透過資訊檢索的方式，蒐集並得到特定主題的訊息。透過此服務，可以節省讀者搜尋的時間，並提高資訊檢索的查全率，同時亦加強館藏資源的流通與使用，其作業流程如下：
- 瞭解使用者興趣、需求與背景:目前電子化系統大多由使用者勾選項目訂閱關鍵字，但也可進一步針對服務對象採用問卷法、面談法做調查，甚至閱讀服務對象最近出版的文章、參觀實驗室等。
- 資料蒐集：建立資訊資源以供和使用者需求做比對，例如圖書館藏、文獻、書目資料、期刊、資料庫等。
- 資料的篩選對照：將讀者的興趣檔與關鍵字和所蒐集資料做比對，選出相符部份的資料，提供書目、目次表或全文。
- 資料寄發：由讀者設定接收資訊間隔發送資料，現在多以電子郵件發送，RSS也是可供利用的技術。
- 讀者資料的維護與更新

在線上資料庫普及的網路時代，專題選粹服務也呈現多樣的風貌，如CCS、Alert等，讀者只要自行上網勾選特定項目完成設定，即能定期收到系統寄發的各種新知議題。而其運用的方式，亦逐日增加。

## 特色
- 明確的挑選
- 簡便的通知
- 館藏資料的加值服務
- 期刊目次所延伸的加值服務
- 提高館藏資料的使用率
- 使一種持續不斷的服務
- 一種持續不斷的服務
- 讀者易於掌握研究新趨勢